# Lange Jan (Heerlen)

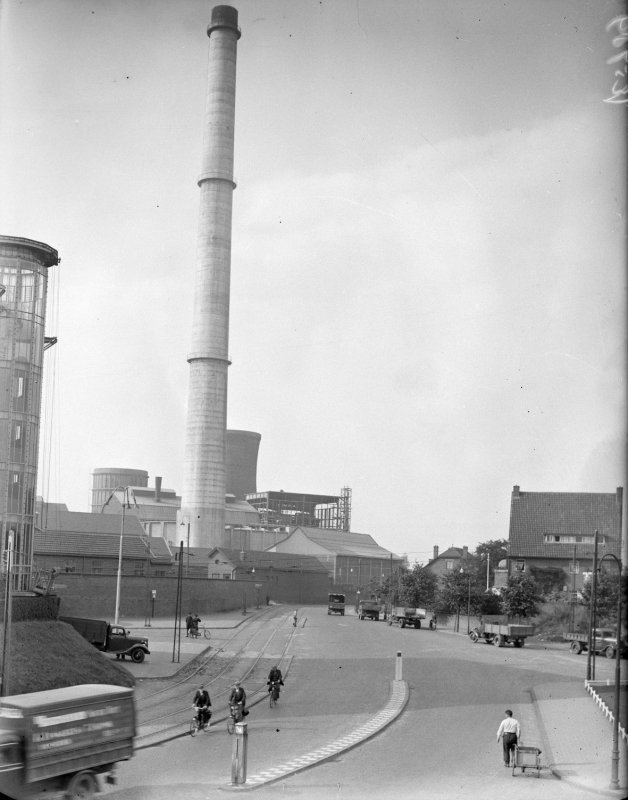
Lange Jan in 1938. Links is nog een klein deel van het voormalig hoofdkantoor van de Oranje Nassaumijnen te zien.

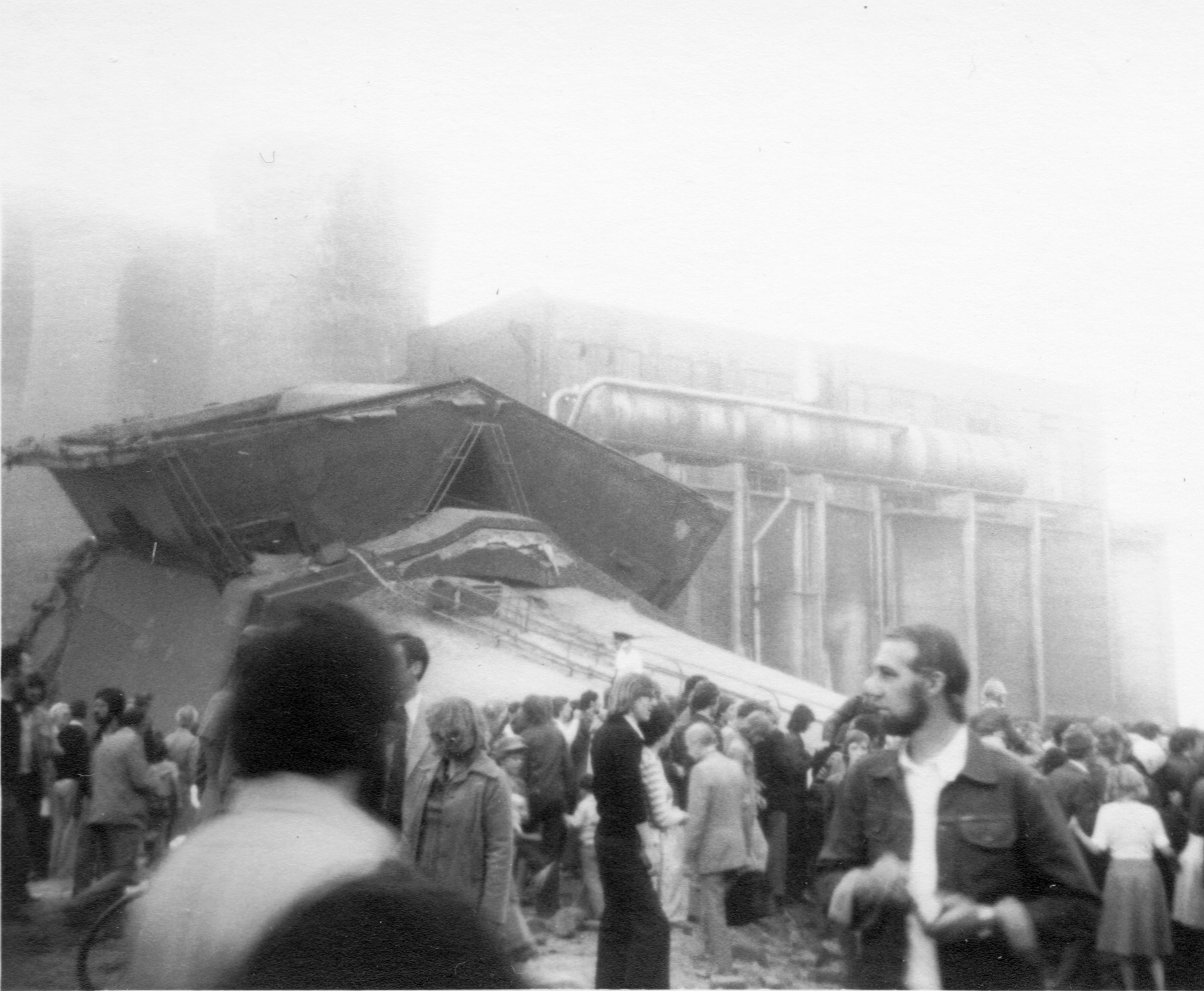
Lange Jan kort na de sloop op 21 augustus 1976.

De Lange Jan was een van de markantste herkenningspunten van Heerlen. Deze 135 meter lange schoorsteen van de Oranje-Nassau I was, samen met zusterschoorsteen Lange Lies, jarenlang beeldbepalend voor de stad. 
Lange Jan werd in 1937/38 gebouwd als schoorsteen van de elektriciteitscentrale van de Oranje Nassaumijn I. De pijp bestond uit een bakstenen binnenmantel en een gewapend betonnen buitenmantel. De voetdoorsnede was 10,40 meter, terwijl de topdoorsnede 5,90 meter bedroeg. In 1953 werd een tweede schoorsteen (Lange Lies) er naast gebouwd. Nadat de Oranje Nassaumijn I per 31 december 1974 was gesloten, werd Lange Jan op zaterdag 21 augustus 1976 opgeblazen. Dit karwei verliep niet helemaal volgens plan: Door een fout van sloopbedrijf Couwenbergh viel de kolos de verkeerde kant op en nam in zijn val over de Kloosterweg en Sittarderweg een hoogspanningsleiding mee, zodat een groot deel van de stad zonder elektriciteit kwam te zitten. Bovendien verpletterde de Lange Jan een leegstaand, voor sloop bestemd kantoorgebouw. In dit gebouw was - ironisch genoeg - onder andere het bureau voor mijnschade gehuisvest geweest. Ook enkele woonhuizen werden beschadigd. 
Tegenwoordig staat op het terrein waar vroeger beide schoorstenen stonden, een deel van het oude gebouw van het Centraal Bureau voor de Statistiek uit de jaren 70. De nieuwbouw staat hier thans naast. Tijdens de voorbereidingen op de bouw van dit nieuwe kantorencomplex is de betonnen afdichtingsdeksel van schacht 3 terug gevonden. Op het voormalige mijnterrein herinnert weinig meer aan de vroegere steenkoolmijn. Een uitzondering is het schacht- en ophaalgebouw van schacht 2 waarin thans het Nederlands Mijnmuseum is gehuisvest. Dit is duidelijk herkenbaar aan de stalen schachtbok met de rode neonletters 'ON' van 'Oranje Nassau' erop. Ook is de watertoren van de mijn bewaard gebleven.
De Heerlense dialectzanger Wiel Knipa schreef in 1950 een carnavalshit met Lange Jan als onderwerp. In 2003 waren er plannen om in Heerlen wolkenkrabbers te bouwen die de naam Lange Jan en Lange Lies zouden dragen.
Tussen de Sittarderweg en de rotonde Kloosterweg-Spoorsingel is in 2015 het Lange Jan park gerealiseerd met een monument dat aan de schoorsteen herinnert.